# Stowell (Teksas)
Stowell – jednostka osadnicza w Stanach Zjednoczonych, w stanie Teksas, w hrabstwie Chambers.